# Aeropuerto Internacional de Scíathos - Alexandros Papadiamantis
Aeropuerto de Scíathos - Alexandros Papadiamantis (IATA: JSI, OACI: LGSK) es un aeropuerto situado en la isla de Scíathos a 3 km de la capital. El Aeropuerto de Scíathos es el aeropuerto con la pista de aterrizaje más corta de Europa, con tan sólo 1.628 metros (5.341 pies) de pista. Debido a las irregularidades del relieve de Scíathos, el aeropuerto se construyó sobre tierra ganada al mar y sobre una pequeña isla llamada Lazareta, uniendo así las dos islas para hacer una más grande.

## Las pistas
Debido a la reducida longitud de la pista, las aerolíneas exigen a sus pilotos una preparación extra para los vuelos a la isla. Además, la Pista 20, que va cuesta abajo, hace un espejismo que hace parecer a los pilotos que la pista es más corta cuando se está a ras de suelo. Cuando los aviones llegan desde la zona sur, los aviones pueden verse muy de cerca desde una carretera cercana que une Scíathos con Koukounaries. Dada su situación, pueden verse muchos aviones aterrizando y despegando a poca distancia. En YouTube hay muchos videos en los que pueden verse.
Algunos de los vuelos que salen desde el Reino Unido no pueden aterrizar en Scíathos sin repostar en un aeropuerto cercano, como en los de Lárisa, Volos y Tesalónica debido a la corta longitud de sus pistas. El B757-200 , sin embargo, es capaz de llevar suficiente combustible para operar directamente a los destinos británicos, como Gatwick.

## Aerolíneas y destinos
Las siguientes aerolíneas operan vuelos regulares al Aeropuerto de Skiathos:
| Aerolíneas            | Destinos |
| --------------------- | --- |
| Air Serbia            | Chárter estacional: Belgrado |
| Avanti Air            | Chárter estacional: Graz, Klagenfurt |
| Austrian Airlines     | Estacional: Viena |
| British Airways       | Estacional: Londres–City |
| Condor Flugdienst     | Estacional: Düsseldorf, Múnich |
| Cyprus Airways        | Estacional: Lárnaca |
| Discover Airlines     | Estacional: Fráncfort |
| easyJet               | Estacional: Bristol (inicia 1 de mayo de 2024), Londres–Gatwick (inicia 4 de mayo de 2024), Mánchester (inicia 5 de mayo de 2024), Milán–Malpensa, Nápoles                                                       |
| Edelweiss Air         | Estacional: Zúrich |
| Jet2.com              | Estacional: Birmingham, Bristol, East Midlands, Leeds/Bradford, Londres–Stansted, Mánchester, Newcastle upon Tyne                                                                                                |
| Neos                  | Estacional: Milán–Malpensa, Verona |
| Olympic Air           | Atenas |
| Scandinavian Airlines | Chárter estacional: Copenhague, Gotemburgo, Oslo, Stavanger, Estocolmo–Arlanda |
| Ryanair               | Estacional: Bari, Bérgamo (inicia 1 de abril de 2024), Bucarest–Otopeni (inicia 2 de junio de 2024), Budapest (inicia 3 de junio de 2024), Pisa, Praga, Roma–Fiumicino, Sofía (inicia 1 de junio de 2024), Viena |
| Sky Express           | Atenas |
| Smartwings            | Chárter estacional: Praga |
| Sunclass Airlines     | Chárter estacional: Copenhague, Oslo, Estocolmo–Arlanda |
| Transavia             | Estacional: París–Orly |
| TUI Airways           | Estacional: Birmingham, Bristol, East Midlands, Londres–Gatwick, Mánchester, Newcastle upon Tyne |
| TUIfly Netherlands    | Estacional: Ámsterdam |
| Volotea               | Estacional: Bari, Nápoles, Venecia |
| Wizz Air              | Estacional: Milán–Malpensa, Nápoles, Roma–Fiumicino |

## Estadísticas
Ver fuente y consulta Wikidata.